# Biercza
Biercza (prononciation : [ˈbjɛrt͡ʂa]) est une localité polonaise de la gmina de Pszczew dans le powiat de Międzyrzecz de la voïvodie de Lubusz dans l'ouest de la Pologne.

## Histoire
Au cours du deuxième partage de la Pologne en 1793, le territoire de la localité est annexé par le Royaume de Prusse et en 1815 incorporé dans le Grand-duché de Posen. (voir Évolution territoriale de la Pologne)
Après la Seconde Guerre mondiale, avec la mise en œuvre de la ligne Oder-Neisse, la localité retourne à la République populaire de Pologne.
De 1975 à 1998, la localité appartenait administrativement à la voïvodie de Gorzów .

Depuis 1999, il appartient administrativement à la voïvodie de Lubusz